# =LOVE
=LOVE — (яп. イコールラブ; также стилизуется как Equal Love и Ikorabu (イコラブ) — японская гёрл-группа, сформированная в 2017 продюсером Сасихарой Рино, бывшей участницей известной айдол-группы HKT48. Коллектив состоит из двенадцати участниц. Дебют состоялся 18 августа 2017 года с синглом «=LOVE».

## История

### 2017: Основание группы
28 января 2017 года продюсер группы, Сашихара Рино, провела пресс-конференцию о её предстоящем продюсировании новой айдол-группы, сообщив о том, что скоро начнётся прослушивание в целях поиска участниц. Было анонсировано, что группа подпишет контракт с агентством Yoyogi Animation Academy. Финальный этап прослушивания состоялся 29 апреля, 13 кандидатов прошли. В тот же день было объявлено название группы =LOVE. 12 участниц из 13 кандидатов успешно подписали контракты с компанией.
5 августа они провели свой первый живой концерт на фестивале TOKYO IDOL FESTIVAL 2017. 6 сентября был выпущен их дебютный сингл «=LOVE». 7 октября они начали своё еженедельное радио-шоу под названием "Ikoraji «RADIO=LOVE» на интернет-радио «Cho! A&G».
6 декабря они выпустили свой второй сингл, «Bokura no Seifuku Christmas».

### 2018: Релиз «Teokure Caution», «Want you! Want you!», сестринская группа =LOVE.
15-18 февраля =LOVE сыграли в медиа-франшизе «Kemono Friends». 24 марта они впервые выступали заграницей, они провели живое выступление в Тайване. 16 июня они выпустили третий сингл-альбом «Teokure Caution». 2 августа было объявлено, что Сасаки Майка возьмёт небольшой перерыв в активности группы и не будет участвовать в продвижении будущего четвёртого сингла. 17 октября был выпущен четвёртый сингл-альбом «Want you! Want you!». 12 ноября был анонсирован дебют первой и единственной сестринской группы =LOVE под названием ≠ME. 9 декабря Сасаки Майка вернулась к активности в группе после её четырёхмесячного перерыва.

### 2019-настоящее время: дебют сестринской группы, релиз «Sagase Diamond Lily», «Zurui yo Zurui ne», «CAMEO», объявления о Такамацу Хитоми.
16 февраля 2019 был анонсирован релиз пятого сингла и их первый тур «Ima, Kono Fune ni nore!» в Нагойе, Осаке и Токио. 24 февраля они провели концерт на Galaxy Theater и представили там свою первую сестринскую группу ≠ME. 24 апреля =LOVE вернулись с пятым сингл-альбомом «Sagase Diamond Lily». 17 августа они анонсировали выпуск шестого сингл-альбома 30 октября, а также то, что он будет содержать в себе одну песню ≠ME. 20 августа было анонсировано что центр группы, Такамацу Хитоми, возьмёт перерыв в деятельности в целях восстановления своего здоровья и не будет участвовать в продвижении шестого сингла. 30 октября =LOVE совершили релиз шестого сингла «Zurui yo Zurui ne». 25 декабря они в составе 11 участниц начали свой зимний тур по городам Японии.
В январе 2020 года был анонсирован их новый тур по Японии, начинающийся с восьмого марта и заканчивающийся в конце июня «We are Sweetie Pie». Однако позднее было объявлено о отложении тура из-за инфекции COVID-19. Стало известно, что 29 апреля =LOVE выпустят свой седьмой сингл «CAMEO», но из-за проблемы с пандемией коронавируса физический выход был отложен на 8 июля.
27 июня =LOVE провели онлайн-концерт «Tsugi ni Aeta Toki Nani wo Hanasou Ka na?». 15 августа =LOVE анонсировали премиум-концерт в честь 3 годовщины группы, который пройдёт 6 сентября. 6 сентября, на концерте «=LOVE 3rd Anniversary PREMIUM CONCERT» было анонсировано возвращение Такамацу Хитоми с перерыва длиной в год и выпуск 8 сингла.

## Дискография
| Номер | Дата релиза     | Название                                             | Позиции в чартах            | Позиции в чартах        |                    | Сертификации |
| Номер | Дата релиза     | Название                                             | Oricon Weekly Singles Chart | Billboard Japan Hot 100 | Oricon Первый день | Сертификации |
| ----- | --------------- | ---------------------------------------------------- | --------------------------- | ----------------------- | ------------------ | ------------ |
| 1     | 6 сентября 2017 | «＝LOVE»                                             | 8                           | 14                      | 11,017             |              |
| 2     | 6 декабря 2017  | «Bokura no Seifuku Christmas» (僕らの制服クリスマス) | 3                           | 4                       | 31,969             |              |
| 3     | 16 мая 2018     | "Teokure Caution " (手遅れcaution)                   | 3                           | 3                       | 73,319             | * RIAJ: Gold |
| 4     | 17 октября 2018 | «Want you! Want you!»                                | 2                           | 2                       | 69,385             | * RIAJ: Gold |
| 5     | 24 апреля 2019  | «Sagase Diamond Lily» (探せ ダイヤモンドリリー)      | 2                           | 2                       | 85,788             | * RIAJ: Gold |
| 6     | 30 октября 2019 | «Zurui yo Zurui ne» (ズルいよ ズルいね)              | 1                           | 1                       | 126,687            | * RIAJ: Gold |
| 7     | 8 июля 2020     | «CAMEO»                                              | 2                           | 2                       | 136,466            | * RIAJ: Gold |
| 8     | 25 ноября 2020  | "Seishun «Subliminal»                                |                             |                         |                    |              |

## Участницы
| Реальное имя    | Кандзи      | Дата рождения   | Гражданство | Примечание |
| --------------- | ----------- | --------------- | ----------- | --- |
| Отани Эмири     | 大谷映美里  | 15 марта 1998   | Япония      | Центр 7 сингла Бывшая участница Akishibu Project. Индивидуальная модель для bis. Индивидуальная модель для HoneyCinnamon. Прослушивалась для 3 поколения Nogizaka46. |
| Оба Хана        | 大場 花菜   | 4 февраля 2000  | Япония      | Бывшая участница Yoani Class S |
| Отошима Риса    | 音嶋 莉沙   | 11 августа 1998 | Япония      | Бывшая участница HKT48 и W-Street Fukuoka |
| Сайто Киара     | 齋藤 樹愛羅 | 26 ноября 2004  | Япония      | Бывшая участница Amorecarina Tokyo |
| Сайто Нагиса    | 齊藤 なぎさ | 6 июля 2003     | Япония      | Центр 6 и 7 сингла Индивидуальная модель для LARME. |
| Сасаки Майка    | 佐々木 舞香 | 21 января 2000  | Япония      | Бывшая участница Honokuni Musume |
| Сатакэ Нонно    | 佐竹 のん乃 | 6 ноября 1998   | Япония      | Бывшая участница GALDOLL. Прослушивалась для 1 поколения NGT48 и BiSH                                                                                                |
| Такамацу Хитоми | 髙松 瞳     | 19 января 2001  | Япония      | Центр 1-5 синглов Прослушивалась для 3 поколения Nogizaka46 |
| Такиваки Шоко   | 瀧脇 笙古   | 9 июля 2001     | Япония      | |
| Ногучи Иори     | 野口 衣織   | 26 апреля 2000  | Япония      | |
| Морохаши Сана   | 諸橋 沙夏   | 3 августа 1996  | Япония      | Бывшая участница Baby Tiara |
| Ямамото Анна    | 山本 杏奈   | 30 ноября 1997  | Япония      | Бывшая участница SPL∞ASH |